# Anselmo (Nebraska)
Anselmo é uma vila localizada no estado americano de Nebraska, no Condado de Custer.

## Demografia
Segundo o censo americano de 2000, a sua população era de 159 habitantes. 
Em 2006, foi estimada uma população de 149, um decréscimo de 10 (-6.3%).

## Geografia
De acordo com o United States Census Bureau, a localidade tem uma área de 0,7 km², sem área coberta por água. Anselmo localiza-se a aproximadamente 768 m acima do nível do mar.

## Localidades na vizinhança
O diagrama seguinte representa as localidades num raio de 36 km ao redor de Anselmo. 